# Chrysso subrapula
Chrysso subrapula är en spindelart som beskrevs av Zhu 1998. Chrysso subrapula ingår i släktet Chrysso och familjen klotspindlar. Inga underarter finns listade i Catalogue of Life.